# Taillefontaine
Taillefontaine è un comune francese di 281 abitanti situato nel dipartimento dell'Aisne della regione dell'Alta Francia.

## Società

### Evoluzione demografica
Abitanti censiti